# Viên Ruby Vương tử Đen

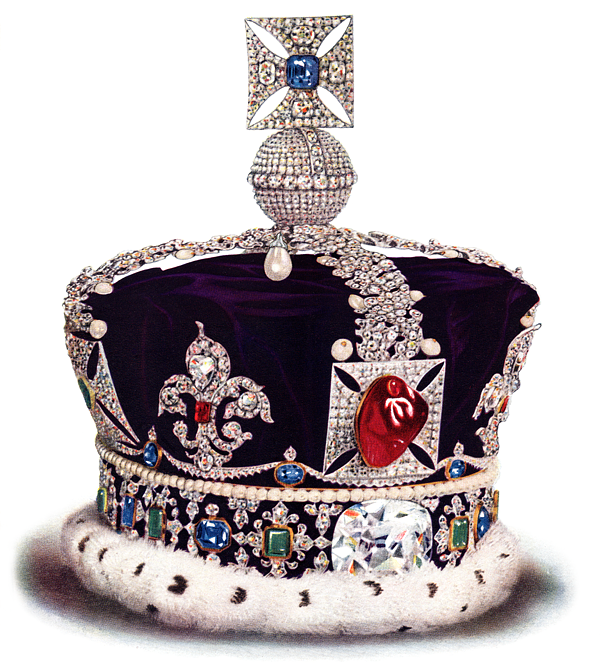
Viên Hoàng tử Đen trên Vương miện Nhà nước Hoàng gia

Viên Ruby Vương tử Đen (Tiếng Anh: Black Prince's Ruby) là một viên đá Spinel màu đỏ cabochon lớn, không đều, nặng 170 carat (34 g) được đặt ở trung tâm hình chữ thập phía trên viên kim cương Cullinan II ở mặt trước của Vương miện Nhà nước Hoàng gia của Vương quốc Anh. Spinel là một trong những phần lâu đời nhất của hệ thống các vương miện thuộc Hoàng gia Anh, với lịch sử từ giữa thế kỷ XIV. Nó thuộc quyền sở hữu của các nhà cai trị nước Anh kể từ khi nó được trao vào năm 1367 với tên gọi là Hoàng tử Đen, đặt theo biệt hiệu của Edward xứ Woodstock. Viên đá này được cho là có nguồn gốc từ các mỏ Badakhshan ở Afghanistan và Tajikistan ngày nay nguồn chính của những viên đá quý Spinel lớn vào thời Trung Cổ.